# Insula Isabela

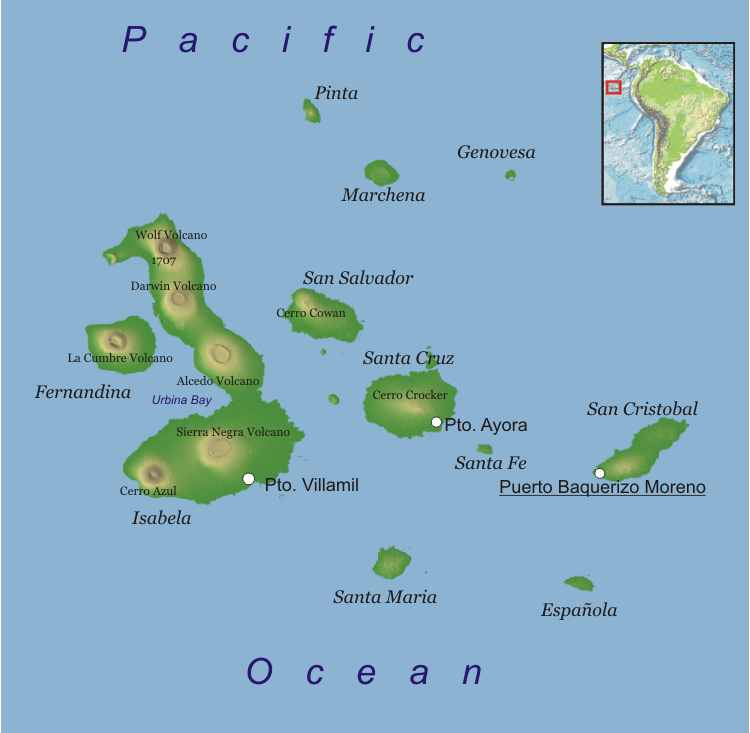
Insulele Galapagos

Insula Isabela este cea mai întinsă dintre Insulele Galapagos. 
Cu o suprafață de 4640 kilometri pătrați, aceasta ocupă aproximativ trei cincimi din întreaga suprafață de uscat a arhipelagului. Cel mai înalt punct al ei este vulcanul Wolf cu o altitudine de 1707 metri. Forma insulei, de căluț de mare, este produsul fuzionării a șase vulcani imenși într-o singură masă de uscat.
Una din principalele atracții de pe Isabela îl constituie Golful Urbina, de pe coasta de vest a insulei. Până în 1954, această parte a insulei era sub ape, lucru demonstrat de urmele încă vizibile ale coralilor și altor vietăți marine. 
Fauna acestei insule abundă în pinguini de Galapagos, cormorani care nu zboară, iguane marine, pelicani și crabi. Pe lângă calderele vulcanilor de pe Isabela, pot fi observate iguane de uscat și țestoase uriașe, ca și cinteza lui Darwin, ulii de Galapagos, porumbei și o vegetație pitică foarte interesantă.
Ca peste tot în Galapagos, fauna și flora oferă aici un spectacol remarcabil. Însă, insula oferă și altceva. Spectacolul este completat de peisaje minunate către vulcanii prezenți aici. Unul dintre aceștia este impresionantul vulcan Alcedo, cu o înălțime de aproximativ 1250 metri, care oferă noaptea o priveliște superbă, dacă esti dispus să faci un urcuș pe marginile calderei acestuia. Este de asemenea locul cel mai bun în care poți să observi țestoasele gigantice în mediul lor. Alte excursii nocturne pot fi făcute la vulcanii Cerro Azul și Negra. Aceste excursii nu sunt însă atât de ușor de făcut, turiștii având nevoie de permisiune de la biroul Parculu Național Galapagos, situat în Puerto Ayora. 
Mai la sud de Golful Urbina se găsește Golful Elisabeth, iar spre vest Punta Moreno. 
Principalul oraș de pe Isabela este portul Villamil, situat de-a lungul coastei sudice a insulei, fiind locuit de câteva mii de oameni. Villamil reprezintă un fel de "centru de control", de unde se pot organiza numeroase excursii pe insulă.